# قلعه آشار
قلعه آشار مربوط به دوران‌های تاریخی پس از اسلام تا دوره قاجار است و در شهرستان سرباز، بخش سرباز، روستای آشار واقع شده و این اثر در تاریخ ۷ آذر ۱۳۸۳ با شمارهٔ ثبت ۱۱۲۳۷ به‌عنوان یکی از آثار ملی ایران به ثبت رسیده است.